# Eremocosta spinipalpis
Eremocosta spinipalpis es una especie de arácnido  del orden Solifugae de la familia Eremobatidae.

## Distribución geográfica
Se encuentra en Estados Unidos y México.